# نیکیتا گراس
نیکیتا گراس (انگلیسی: Nikita Gross؛ زاده ۲۷ فوریهٔ ۱۹۷۵) یک بازیگر پورنوگرافی اهل روسیه است.